# Paculla bukittimahensis
Espèce
Paculla bukittimahensis est une espèce d'araignées aranéomorphes de la famille des Pacullidae.

## Distribution
Cette espèce est endémique de Singapour. Elle se rencontre dans la réserve naturelle de Bukit Timah.

## Description
Le mâle holotype mesure 4,05 mm et la femelle paratype 4,42 mm.

## Étymologie
Son nom d'espèce, composé de bukittimah et du suffixe latin -ensis, « qui vit dans, qui habite », lui a été donné en référence au lieu de sa découverte, la réserve naturelle de Bukit Timah.

## Publication originale
- Lin, Koh, Koponen & Li, 2017 : Taxonomic notes on the armored spiders of the families Pacullidae and Tetrablemmidae (Arachnida, Araneae) from Singapore. ZooKeys, no 661, p. 15-60.